# Hohenzollern-Gymnasium Sigmaringen
Das Hohenzollern-Gymnasium Sigmaringen (HZG) ist ein Gymnasium in Sigmaringen mit musischem, naturwissenschaftlichen und sprachlichen Profil.

## Geschichte
Das Hohenzollern-Gymnasium wurde am 24. November 1818 auf Anordnung von Fürst Anton Aloys von Hohenzollern-Sigmaringen gegründet, damals noch unter dem Namen „Lateinische Schule“. Es war eine staatlich geleitete Schule, wurde jedoch von der katholischen Kirche finanziert. Geleitet wurde die Schule durch Fidelis Engel, dem Pfarrer der Stadt. Im ersten Schuljahr nahmen 25 Schüler am Unterricht teil.

## Lehrangebot
Am Hohenzollern-Gymnasium wird ab der 5. Klasse Englisch unterrichtet, ab der 6. Klasse zusätzlich entweder Latein oder Französisch. Besonders ist der Musikzug am HZG. Teilnehmer in den 5.–7. Klassen haben wöchentlich eine Stunde mehr Musik, in denen sie als Chor oder Ensemble musizieren.
Ab der 8. Klasse kann man sich zwischen drei Profilen entscheiden. Sprachliches Profil: Schüler erhalten zusätzlich wöchentlich vier Stunden Spanisch. Musisches Profil: Schüler müssen ein Instrument erlernen und erhalten wöchentlich vier zusätzliche Stunden Musik. Naturwissenschaftliches Profil: Schüler bekommen als neues Fach NWT (Naturwissenschaft und Technik) mit vier wöchentlichen Stunden.
In der 10. Klasse enden die Profile und die Schüler haben freie Wahlmöglichkeiten für ihre Kursfächer.
Ergänzend zum normalen Unterricht gibt es verschiedene AGs und Ganztagsangebote.

## Persönlichkeiten

### Bekannte Schüler
- Dirk Abel, Politiker
- Gregor Amann, Politiker
- Ernst-Reinhard Beck, Politiker
- Korbinian Brodmann, Neurologe und Psychiater
- Matthias Henne, Politiker
- Josef Henselmann, Bildhauer
- Hans Kayser, Musikwissenschaftler
- Johannes Kretschmann, Politiker
- Winfried Kretschmann, Politiker
- Karl Lehmann, Bischof von Mainz und Kardinal

### Bekannte Lehrer
- Joseph Stöckle, Schriftsteller und Begründer des deutschen Scheffelbundes
- Hildegard Wegscheider, Politikerin und erste weibliche Absolventin des Abiturs in Preußen
- Winfried Kretschmann, baden-württembergischer Ministerpräsident

## Auszeichnungen
- MINTfreundliche Schule  (2016)[4]